# Bomba de propano

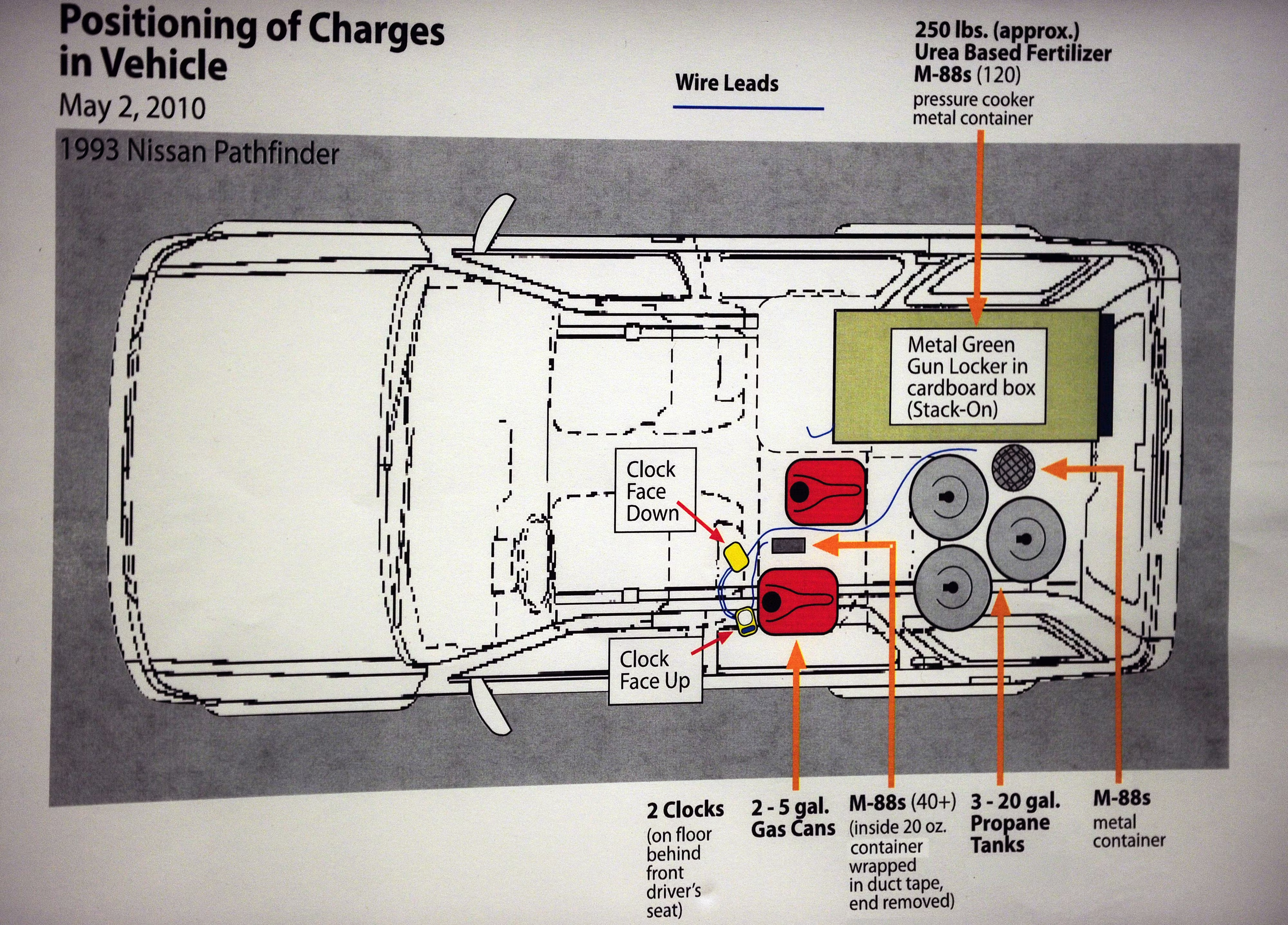
Diagrama do Departamento de Justiça dos EUA mostra cilindros de propano em carro-bomba improvisado usado na tentativa de atentado à Times Square

Uma bomba de propano é um tipo de dispositivo explosivo improvisado que utiliza cilindros de gás engarrafado disponíveis comercialmente, uma espécie de BLEVE. Os dispositivos foram usados em ataques terroristas e em planos de bombardeios escolares.
Um incidente notável em que uma bomba de propano foi usada foi durante o massacre de Columbine High School, no qual os dois assaltantes Eric Harris e Dylan Klebold pretendiam matar estudantes na cafeteria da escola usando tanques de propano equipados com dispositivos de cronometragem. As bombas não detonaram.

## Descrição
Muitas vezes, as bombas de propano são feitas de forma grosseira, envolvendo a fiação de um dispositivo no(s) tanque(s) de propano ajustado para um temporizador ou detonação remota. O gás em expansão do propano inflamado rompe a casca do tanque e causa a explosão, semelhante aos fundamentos de uma bomba de panela de pressão ou de uma bomba caseira.

## História

### 1980–1999
Os bombardeios de quartéis de Beirute em 1983 mataram 305 soldados de paz americanos e franceses durante a Guerra Civil Libanesa com dois caminhões-bomba. O mecanismo explosivo era um dispositivo aprimorado a gás consistindo de butano comprimido em latas empregadas com tetranitrato de pentaeritritol para criar um explosivo combustível-ar. A bomba foi carregada em uma camada de concreto coberta com uma placa de mármore para direcionar a explosão para cima. Apesar da falta de sofisticação e ampla disponibilidade de seus componentes, um dispositivo aprimorado a gás pode ser uma arma letal. Esses dispositivos eram semelhantes a armas ar-combustível ou termobáricas, explicando a grande explosão e os danos.
Em 1994, o Hamas assumiu a responsabilidade por um carro em Israel cheio de pregos e gás propano que explodiu, matando o motorista e sete pessoas em um ponto de ônibus.
Durante o massacre de Columbine High School, Harris e Klebold plantaram dois 20 lb (9.1 kg) bombas de propano no refeitório da escola. O plano era matar o maior número possível de estudantes nas explosões e abater os sobreviventes quando eles tentassem fugir. Ambas as bombas não detonaram, então os dois alunos abriram fogo mesmo assim, matando 12 alunos e 1 professor e ferindo outros 21 antes de ambos cometerem suicídio. Mais 20 lb (9.1 kg) bomba de propano foi encontrada ao sul da escola, presumivelmente como um dispositivo de diversão para a polícia. Outros tanques de propano foram encontrados em seus carros, para serem usados como carros-bomba.

### 2000–2009
O atentado à sinagoga de Ghriba envolveu um caminhão carregado com tanques de propano detonando com seu motorista do lado de fora de uma sinagoga judaica na Tunísia, matando 16 e ferindo 26. O ataque foi financiado pela Al-Qaeda, organizado por Khalid Sheikh Mohammed. 
Durante o ataque ao Aeroporto Internacional de Glasgow em 2007, um Jeep Cherokee carregado com tanques de propano colidiu com a entrada do Aeroporto Internacional de Glasgow, Escócia. Os agressores parecem ter sido muçulmanos não afiliados a qualquer organização que estavam descontentes com a Guerra ao Terror que está ocorrendo no Oriente Médio.

### 2010–presente
A tentativa de atentado com carro-bomba da Times Square em 2010 foi uma tentativa de ataque terrorista usando tanques de propano em um carro-bomba improvisado. O perpetrador Faisal Shahzad admitiu que havia treinado em um campo de treinamento terrorista paquistanês antes do ataque, e disse que queria vingança contra os Estados Unidos por ataques de drones no Paquistão.
O atentado à escola de Brindisi em 2012 matou uma estudante de 16 anos e feriu outras cinco. Foi originalmente atribuído à máfia, mas o homem-bomba confesso não revelou nenhum motivo convincente.
Em novembro de 2012, em Vancouver, uma bomba de propano foi encontrada em uma pista elevada do SkyTrain, junto com um segundo dispositivo. Um passageiro tinha visto uma lata vermelha na pista que parecia pequenos tanques de propano com tiras e fios. Vasilhas do tamanho de um extintor de incêndio foram anexadas a um dispositivo explosivo.
James Lee, armado com duas pistolas de partida, uma bomba caseira, quatro tanques de propano e um tanque de oxigênio, fez três pessoas reféns durante a crise de reféns da sede da Discovery Communications, mas Lee foi morto a tiros pela polícia. Acreditava-se que o motivo de Lee estava fundamentado no ativismo ambiental.
Em 2016, uma adolescente muçulmana francesa foi presa depois de tentar acender tanques de propano em seu carro do lado de fora da Catedral de Notre Dame, em Paris.
Em 2017, um show de Allah-Las em Roterdã foi cancelado depois que a polícia espanhola, investigando os ataques de Barcelona, alertou a polícia holandesa de um plano para bombardear o show. Uma van branca contendo 100 botijões de butano foi encontrada perto do show.
Em 2018, em Melbourne, na Austrália, um terrorista somali acendeu tanques de propano em seu carro antes de esfaquear três civis e tentar matar policiais.